# Lilijana Praprotnik Zupančič
Lilijana Praprotnik Zupančič, bolj poznana pod imenom Lila Prap, slovenska pisateljica in ilustratorka, * 28. september, 1955, Celje.

## Življenje in delo
Lilijana Praprotnik Zupančič se je rodila 28. septembra 1955 v Celju. Po končani gimnaziji je diplomirala na Fakulteti za arhitekturo v Ljubljani. Nekaj časa je delala na področju arhitekture, urbanizma in dizajna, potem pa je učila na Srednji gradbeni šoli v Celju. Leta 1989 se je odločila postati svobodna umetnica na področju literarnega in likovnega ustvarjanja - njeno umetniško ime je Lila Prap.
Piše in ilustrira slikanice za otroke. V njenih imajo glavno vlogo živali, saj pravi, da: »... živali predstavljajo otrokom svet pristnosti, prvobitnih nagonov. Tako kot otroci so neobremenjene z razmišljanjem, moralnimi kodami in problemi odraslih ljudi.« Slikanice so bile prevedene v veliko različnih jezikov.
Za svoja dela je prejela več nagrad: za ilustracije v knjigi Male živali in Živalske uspavanke je leta 2001 prejela Levstikovo nagrado, Smrekarjevo priznanje za najlepšo ilustracijo, priznanje za ilustracijo mednarodne organizacije IBBY, leta 2005 je dobila nagrado za najlepšo knjigo in leta 2005 še drugič Levstikovo nagrado. Slikanica Zakaj? je bila nominirana za najpomembnejšo nemško nagrado na področju knjig za otroke in je zelo brana v Nemčiji, na Češkem, v Avstraliji in Franciji, kjer se je uvrstila v finale Prix Gayant. Po omenjeni knjigi so na Japonskem za državno televizijo naredili tudi serijo risank - tam prodajajo tudi avtoričine izdelke z motivi iz slikanice. Napisala je tudi nekaj otroških iger za gledališče in radio. Svoja dela je predstavljala v Frankfurtu, Tokiu in New Yorku. Ustvarja na podstrešju, v vili ob Hudinji. Je tudi ilustratorka - sprva ji je knjige ilustriral mož, kasneje pa kar sama. Leta 2011 je za svoje delo prejela nagrado Prešernovega sklada, leta 2017 Levstikovo nagrado za življenjsko delo, 2021 še Smrekarjevo nagrado.

## Dela

### Pripovedna dela
- Zakaj?: v knjigi so odgovori na preprosta vprašanja, ki jih postavljajo otroci. Če otrok ni zadovoljen z nobenih odgovorom, mu pušča odprto možnost, da si odgovor izmisli sam.
- Živalska abeceda: ta knjiga je nekakšen priročnik za učenje branja.
- 1001 pravljica: na dnu vsake strani sta napisani vprašanji, s pomočjo katerih otroci sami izberejo, kako se bo zgodba nadaljevala.
- Mednarodni živalski slovar: je priročnik za učenje tujih jezikov. Napisan je, kot da je namenjen živalim - uči jih (preko njih pa otroke), kako »mijavkati« v italijanščini, malajščini, ukrajinščini in hebrejščini. Na začetku in na koncu knjige so tudi prevodi enostavnih stavkov v več jezikih.
- Zgodbe in nezgodbe: pisateljica v knjigi naniza zbirko kratkih zanimivih zgodb. V zgodbah se poigrava z besedami, uporablja sinonime, primerjave in metafore, igra se s kombinacijo vpeljave številk v besede, z opuščanjem črk, z zamenjavo strešic ... Zgodbe se na prvi pogled zdijo nenavadne, a so ob temeljitem prebiranju res nekaj posebnega.
- Resnične pravljice in pripovedke: vsaka zgodba vsebuje nauk za življenje.
- Kako so nastale pripovedke
- Zakaj ljudje ne padejo z Zemlje: zgodba želi povedati, da ponočevanje ni ravno najboljša izbira, ker te lahko hitro »odnese za luno«.
- Rojenice
- Tri želje
- Čudežno seme
- Zakaj osli rečejo IA: zgodba o slengu, narečjih in (ne)poznavanju knjižnega jezika.
- Okamneli zaklad
- Velikan Blok
- Žejni velikan: zgodba o tem, kako je iz razdejanja, ki ga je za sabo pustil velikan, nastala povezava med Ljubljano in Primorske.
- Resnična pravljica
- Poroka na dvoru
- Zaljubljeni čarovnik
- Kosmata žaba
- Hudičev vajenec

### Pesniške zbirke
- Živalske uspavanke
- Male živali
- To je …, zbirka ugank o živalih

### Prispevki v (mladinskem in otroškem) periodičnem tisku

#### Cicido
- 1998

-Uspavanka z ovčkami, št. 2 (okt.), str. 10-11
-Plesalec, št. 4 (dec.), str. 18-19
-Polonica Pika, št. 10 (jun.), str. 8-9
- 1999

-Medvedja uspavanka, št. 4 (dec.), str. 18-19

#### Ciciban
- 1988/89

-Veliki mislec, št. 7, str. 9
- 1990

-V Primoževi glavi, št. 5, str. 24
- 1995

-To je ..., št. 6 (februar), str. 26
-To je ..., št. 7 (marec), str. 62
-To je ..., št. 8 (april), str. 23
- 1997

-Uspavanka za slone, št. 6 (februar), str. 12
-Uspavanka za čuke, št. 7 (marec), str. 8
-Žabja uspavanka, št. 9 (maj), str. 10
-Piščanjčja uspavanka, št. 8 (april), str. 10
-Kačja uspavanka, št. 10 (junij), str. 10
-Uspavanka za mačke / Pasja uspavanka, št. 1 (september), str. 24-25
-Uspavanka za zgunkse / Stroga uspavanka, št. 3 (november), str. 14-15
-Prodajalna sanj, št. 4 (december), str. 58
- 1998

-Sobna uspavanka, št. 5 (januar), str. 14-15
-Mižek gre na pot, št. 8 (april), str. 28-29
- 1990

-Kakšne mete poznamo?, št. 9, str. 24
- 1998

-Ninanana, št. 9 (maj), str. 26
-Čudežno seme, št. 10 (junij), str. 26-27
- 1990

-5ra in Mil1, št. 7 (), str. 18
- 1998

-Oglas, št. 3 (november), str. 22-23
- 1999

-Berta pajek, št. 6 (februar), str. 16-17
- 1999

-Modrec, št. 10 (junij), str. 38-39
- 2000

-Uganke, št. 5 (jan.), str. 7
-Malica, št. 5 (jan.), str. 26-27.

#### Galeb
- 1995

-Uganka, št. 6 (februar), str. 14

#### Kurirček/Kekec
- 1989/90

-Smotane zgodbe, Zgodba o geniju, št. 7, str.19
-Smotane zgodbe, O dečku, ki se ni hotel učiti, št. 8 , str.1
- 1990

-Smotane zgodbe, O človeku, ki ni poznal zakona težnosti, št.1 (september), str. 18
-Smotane zgodbe, Zgodba brez repa in glave, št. 2 (oktober), str. 12
-Kdaj veš, da si odrasel, št. 4/5 (december /januar 1991), str. 2
-Smotane zgodbe, Zemlja pri zdravniku, št. 4/5 (december /januar 1991), str. 29
- 1991

-Jokec, št. 7 (marec), str. 8
-Smotane zgodbe, št. 7 (marec), str. 19
-Siamska dvojčka, št. 8 (april), str. 12
-Smotane zgodbe, Babica pripoveduje, št. 8 (april), str. [23]
- 1995

-Kako je nastala avtocesta Ljubljana-Razdrto, št. 7 (marec), str. 26-27
- 1996

-Okameneli zaklad, št. 4 (december), str. 21
- 1997

-Tri želje, št. 6 (februar), str. 4-5
-Prelepi par,  št. 6(februar), str. 7
-Dva strašna tipa,  št. 7 (marec), str. 23
-Poroka na dvoru, št. 8 (april), str. 5-6
-Velikan Blok, št. 10 (junij), str. 18-19
-Mačji razglas, št. 10 (junij), str. 19
-Zakaj ljudje ne padejo z Zemlje, št. 1 (september), str. 4-5
- 1999

-Zaljubljeni čarovnik, št. 5 (jan.), str. 19-21
-Kosmata žaba, št. 6 (feb.), str. 22-25
-Hudičev vajenec, št. 7 (mar.), str. 19-22; št. 8 (apr.), str. 19-22
-Tone in Vida, št. 10 (jun.), str. 3
- 2000

-Krog in luna, št. 5 (jan.), str. 21
-Magična uspavanka, št. 6 (feb.), str. 13
-Naprej - nazaj, št. 7 (mar.), str. 18-19
-Ogledalo, št. 8 (apr.), str. 22
-Na dva načina, št. 10 (jun.), str. 16-17
-Jezične zgodbe, Zgodba o dečku, ki so mu šle besede težko z jezika, št. 1 (sep.), str. 16
-Jezične zgodbe, Zgodba o človeku, ki je iz vsake muhe delal slona, št. 3 (nov.), str. 16
-Jezične zgodbe, Zgodba o človeku, ki je sedel na klopi v parku, št. 4 (dec.), str. 25
- 2001

-Jezične zgodbe, Zgodba o kraljeviču, ki je zaprosil princesko iz sosednje dežele za roko, št. 5 (jan.), str. 17
-Jezične zgodbe, Zgodba o dečku, ki mu ni nikoli nič pametnega padlo v glavo, št. 6 (feb.), str. 20
-O človeku, ki je buljil v televizijo, št. 6 (feb.), str. 21
-Jezične zgodbe, Zgodba o dečku, ki je izgubil tako rekoč vse, št. 7 (mar.), str. 13
-Jezične zgodbe, Zgodba o človeku, ki ni vedel, kje se ga glava drži, št. 8 (apr.), str. 14
-Jezične zgodbe, Zgodba o dečku, ki mu matematika ni šla v glavo, št. 9 (maj), str. 16
-Jezične zgodbe, Zgodba o dečku, ki je imel zelo dolg jezik, št. 10 (jun.), str. 9

#### Rodna gruda
- 1997

-Helena iz Lenarta, št. 6 (jun.), str. 30-31.
- 1998

-Za vsakega nekaj, št. 1 (jan.), str. 30
-Očetinski dan, št. 1 (jan.), str. 31

#### Mentor
- 1995

-Zaljubljeni čarovnik: enodejanka za otroke, št. 9/10, str. 86-100

## Intervjuji
- Mojstrovine, ki se rojevajo iz prahu: Delo - ISSN 0350-7521 – št. 107 (7. maja 2003), str. 7 = Književni listi. - ISSN 1580-7592 (12. maja 2003)
- Slovenski osel se oglaša "ia", iranski "ar ar", južnoafriški pa "balk balk": ilustratorka in vsestranska umetnica Lila Prap: intervju: Delo - ISSN 0350-7521 – št. 261 (10. nov. 2004), str. 11

## Njeno javno delovanje
- Poslanka celjske skupščine, 1991-1995
- Predstavnica celjske občine pri kulturni izmenjavi Celje, 2002
- Predstavnica Slovenije pri mednarodni kulturni izmenjavi Evropa - Iran na Otroškem knjižnem festivalu, 2004
- Predstavnica Slovenije pri mednarodni kulturni izmenjavi Evropa - Iran na Arhitekturni delavnici, 2005
- Pikina ambasadorka, 2005